# 北方領土日

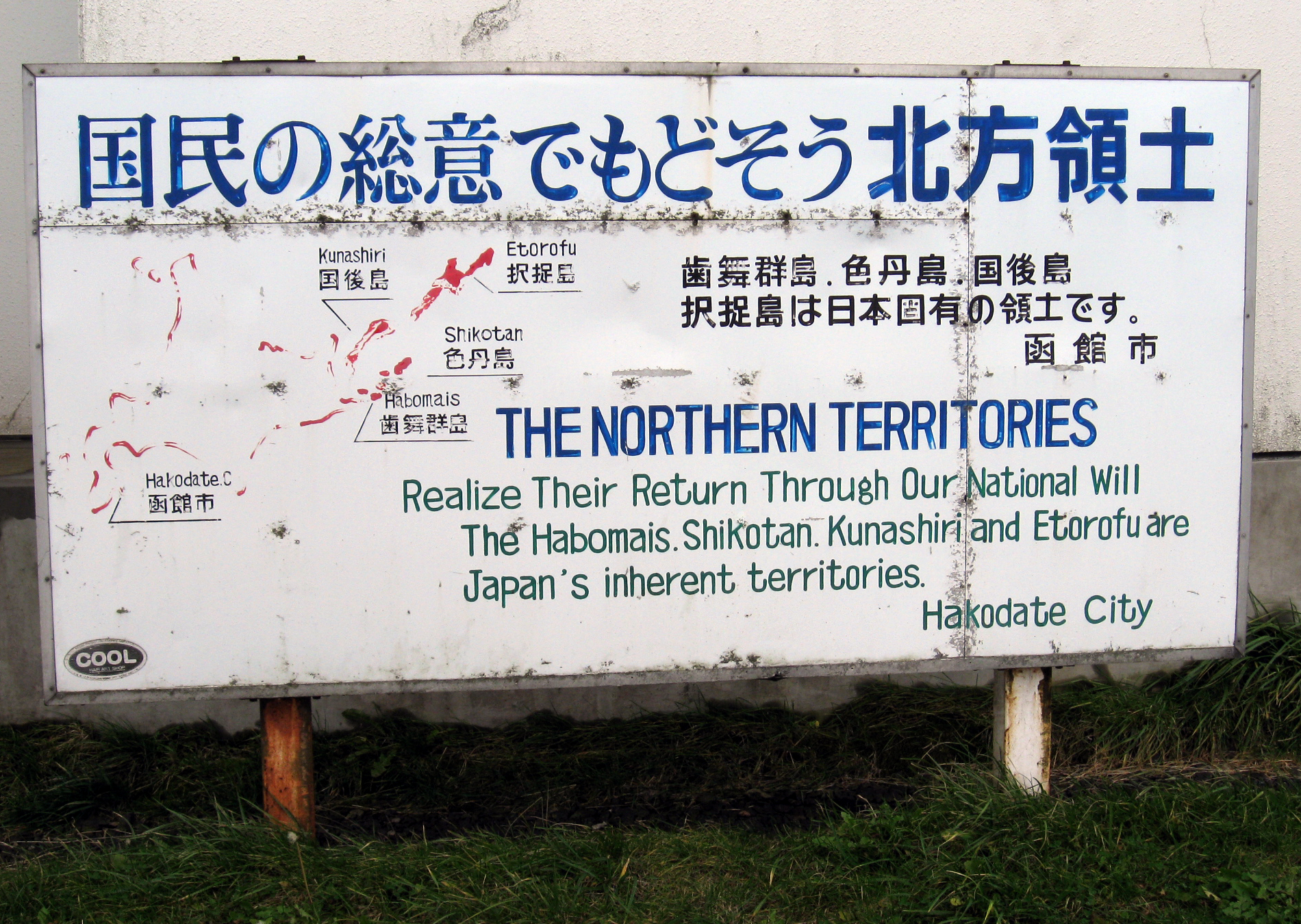
函館山上要求歸還北方四島的看板

北方領土日是一個訂於2月7日的日本紀念日，紀念被俄國佔領的北方四島（南千島群島）屬於日本。
1855年2月7日，日俄簽訂《下田條約》，劃定了兩國的邊界。從此，北方四島國後島、擇捉島、齒舞群島及色丹島正式成為日本的領土。但1945年蘇聯佔領北方四島後，直到今天俄國仍然繼續佔領此四島。
2022年3月17日，日本首相岸田文雄在參議院表示北方四島是被俄國「非法占領」。